# Elie Deworme
Elie Deworme (Elzele, 3 april 1932) is een voormalig Belgisch politicus voor de PS.

## Levensloop
Deworme werd in 1952 regent in de literatuur aan de normaalschool van Nijvel en in 1962 behaalde hij een licentie in de pedagogische wetenschappen aan de ULB. Van 1952 tot 1962 werkte Deworme in het onderwijs om daarna actief te worden in de psychologische en pedagogische sector. Van 1962 tot 1963 werkte hij als adviseur bij het Psychologisch Centrum in Brussel en nadien was hij van 1963 tot 1972 docent in de psychopedagogie aan de Rijksnormaalschool in Virton.
In 1964 werd hij als militant van de PSB op een progressieve lijst verkozen tot gemeenteraadslid van Ethe en begin 1965 werd hij er burgemeester. Hij bekleedde beide functies tot in 1972. In 1971 werd Deworme verkozen tot provincieraadslid van Luxemburg en van 1972 tot 1978 was hij bestendig afgevaardigde van deze provincie, waardoor hij politiek verlof moest nemen en ontslag diende te nemen uit zijn lokale politieke ambten in Ethe. 
Begin 1979 werd Deworme actief in de nationale politiek, toen hij als provinciaal senator voor de provincie Namen werd gekozen in de Senaat. Deworme bleef provinciaal senator tot in 1987; tot 1981 voor de provincie Namen, daarna tot 1985 voor de provincie Luik en ten slotte tot 1987 voor de provincie Luxemburg. Daarna zetelde hij van 1987 tot 1995 als rechtstreeks gekozen senator in de Senaat. Als gevolg van de toenmalige dubbelmandaten zetelde hij tijdens zijn parlementaire loopbaan eveneens in de Cultuurraad voor de Franse Cultuurgemeenschap (1979-1980) en de Waalse Gewestraad en de Raad van de Franse Gemeenschap (van 1980 tot 1981 en opnieuw van 1988 tot 1995). 
Bovendien was Deworme van mei tot oktober 1980 minister van Openbaar Ambt in de Regering-Martens III en van oktober 1980 tot februari 1981 staatssecretaris voor het Waals Gewest in de Regering-Martens IV. Na de verkiezing van Guy Spitaels tot partijvoorzitter van de PS voerde de partij enkele herschikkingen door en verdween Deworme uit de regering ten voordele van Guy Coëme. Van mei 1988 tot maart 1992 was hij nog staatssecretaris voor Energie in de Regering-Martens VIII en de Regering-Martens IX.
Nadat Ethe was gefuseerd met Virton, werd Deworme daar in oktober 1982 verkozen tot gemeenteraadslid. Van januari 1983 tot augustus 1988 was hij er schepen voor Openbare Werken, Regie der Gebouwen en Sport. Na de gemeenteraadsverkiezingen van oktober 1988 slaagde Deworme erin om de functie van burgemeester te bemachtigen, die hij tot aan het einde van zijn mandaat als staatssecretaris in maart 1992 slechts als titelvoerende zou uitoefenen. Zoals was afgesproken bij aanvang van de legislatuur trad Deworme in juni 1992 af als burgemeester, waarna hij tot eind 1994 als gemeenteraadslid bleef zetelen. 
Deworme werd voorts bestuurder bij de Fondation Universitaire Luxembourgeoise, een universitaire instelling van de Universiteit Luik gespecialiseerd in onderzoek naar milieuwetenschappen, vanaf 1991 promotor bij het Europees College voor Technologie en van 1982 tot 2006 voorzitter van de vzw Valbois, die werd opgericht om de natuur in Luxemburg te promoten en te herwaarderen. Ook was hij vanaf 1997 voorzitter van de statutaire commissie binnen zijn partij.